# Spitzkegeliger Kahlkopf
Der Spitzkegelige Kahlkopf (Psilocybe semilanceata) ist der am häufigsten vorkommende psilocybinhaltige Blätterpilz in gemäßigten Zonen der Erde.

## Merkmale
Nach Färbung und Größe ist er ein unauffälliger Lamellenpilz mit fingernagelgroßem Hut und dünnem, nicht ganz geradem Stiel. Die dunklen Lamellen seiner Fruchtkörper verlaufen nahezu parallel zur Außenseite des Hutes auf dessen Spitze zu – ganz im Gegensatz zu dem häufig mit ihm verwechselten Kegeligen Düngerling (Panaeolus acuminatus) oder dem ebenfalls an ähnlichen, aber dungreicheren Lokalitäten oft zahlreich zu findenden Halbkugeligen Träuschling (Stropharia semiglobata), die alle ebenfalls Dunkelsporer sind.
Das für den Pilz namensgebende Merkmal, der spitzkegelige, kahle Hut, hat einen Durchmesser von 0,5–1,5 cm und trägt auf der Spitze meist eine kleine, bei feuchter Witterung anfangs fast glasige Ausbeulung, ein „Nippelchen“. Bei Nässe ist seine Färbung dunkelbraun, seine Oberhaut dann klebrig und leicht abziehbar. Bei trockenem Wetter ist der Hut hell ockerfarben. Der Hut bildet meist einen Winkel von 55 Grad, breitet sich aber mit zunehmendem Alter ein wenig aus. Der Hutrand ist meist reifrockartig zusammengezogen und dunkler.
Die Lamellen sind zunächst lehmbraun und verfärben sich mit zunehmendem Alter des Pilzes nach dunkelbraun bis purpurn; bei Kälte im Spätherbst bleiben sie allerdings hell, weil dann die Ausbildung der dunklen Sporen unterbleibt. Die Lamellenschneiden sind hell.
Der Stiel besitzt einen Durchmesser von 1–2 mm und ist auf kurzrasigem Grasland 4, in höherem bis 13 cm lang. Er ist weißlich bis ockerfarben, elastisch, also nicht ganz leicht zu zerbrechen. Häufig ist die Stielbasis bläulich verfärbt. Das Bläuen tritt auch durch Druck auf den unteren Teil des Stiels innerhalb rund einer Stunde auf.
Das Hutfleisch (Trama) ist dünn und kann ohne Mühe zerrissen werden.
Die Sporen sind elliptisch, dickwandig und glatt und haben eine Größe von etwa 12–16 µm × 6–8 µm. Der Sporenstaub ist dunkelbraun bis purpurbraun.
Der Geruch ist kaum wahrnehmbar, der Geschmack ist mild und rettich- bis grasartig.

## Vorkommen
Der Spitzkegelige Kahlkopf gilt außerhalb der Tropen als der am häufigsten vorkommende Pilz der Gattung Psilocybe und wächst auf Grasland, meist auf den bodennahen Teilen der Gräser, oft auf Schaf- oder Rinderweiden, aber nie direkt aus deren Tierdung heraus, sowie an grasigen, nicht nährstoffreichen Stellen des Offenlandes („Magerrasen“). Dagegen scheint er Wald- und Kalkgebiete zu meiden. Auch auf natürlich gedüngten Wiesen in Parks und auf Sport- und Golfplätzen ist der Pilz anzutreffen, in Mitteleuropa bei milder Witterung noch bis Ende November.
Er ist im Flachland Nordeuropas genauso anzutreffen wie auf Wiesen in den Mittelgebirgen oder den Almen der Alpenländer. In Tirol wurde er auch in größeren Mengen in Höhen von 1.400 bis 1.700 Metern gefunden, im Schwarzwald bei 820 bis 1.300 Meter über Meereshöhe. Obwohl in tiefer gelegenen Gebieten die Fundhäufigkeit abnimmt, ist hierfür wahrscheinlich nicht der Höhenunterschied, sondern der Einsatz von Gülle oder künstlicher Düngung und Entwässerung in tieferen Lagen die Ursache. Andererseits soll er, laut Krieglsteiner, etwas „salzliebend“ sein. Daher vielleicht seine auffallende Häufigkeit beispielsweise entlang der irischen Westküste. Jedoch steht diesbezüglich ein wissenschaftlicher Nachweis noch aus.
Ursprünglich war der Spitzkegelige Kahlkopf wohl nur im gemäßigten Klima Europas und Nordamerikas heimisch, wird aber inzwischen weltweit in gemäßigten bis subtropischen Klimazonen gefunden. In den USA ist er am häufigsten in den Staaten des Nordwestens zu finden. In Europa weisen die Schweizer und Österreichischen Alpen die höchstgelegenen Vorkommen auf. Auch in Wales, Schottland und Norwegen wurden Fundstellen gemeldet.
Die Fruchtkörper erscheinen von August bis Oktober; in milden Lagen vereinzelt auch bis Januar.

## Psilocybingehalt

Strukturformel von Psilocybin

Biochemische Untersuchungen ergaben durchschnittliche Gehalte an Psilocybin von 0,8 bis 1,0 Prozent in der Trockenmasse. Daher zählt dieser Pilz zu den potentesten psilocybinhaltigen Arten. Es konnten bei Exemplaren aus wilder Sammlung Psilocybingehalte bis 1,34 Prozent festgestellt werden, bei manchen Exemplaren aus der Schweiz wurden 2,02 Prozent nachgewiesen.
Bei geringer Dosis treten Rauschzustände, bei mittlerer Dosis oft Pseudohalluzinationen auf. 
Neben Psilocybin ist eventuell auch das ebenfalls psychoaktiv wirksame Baeocystin nachzuweisen.

## Geschichte

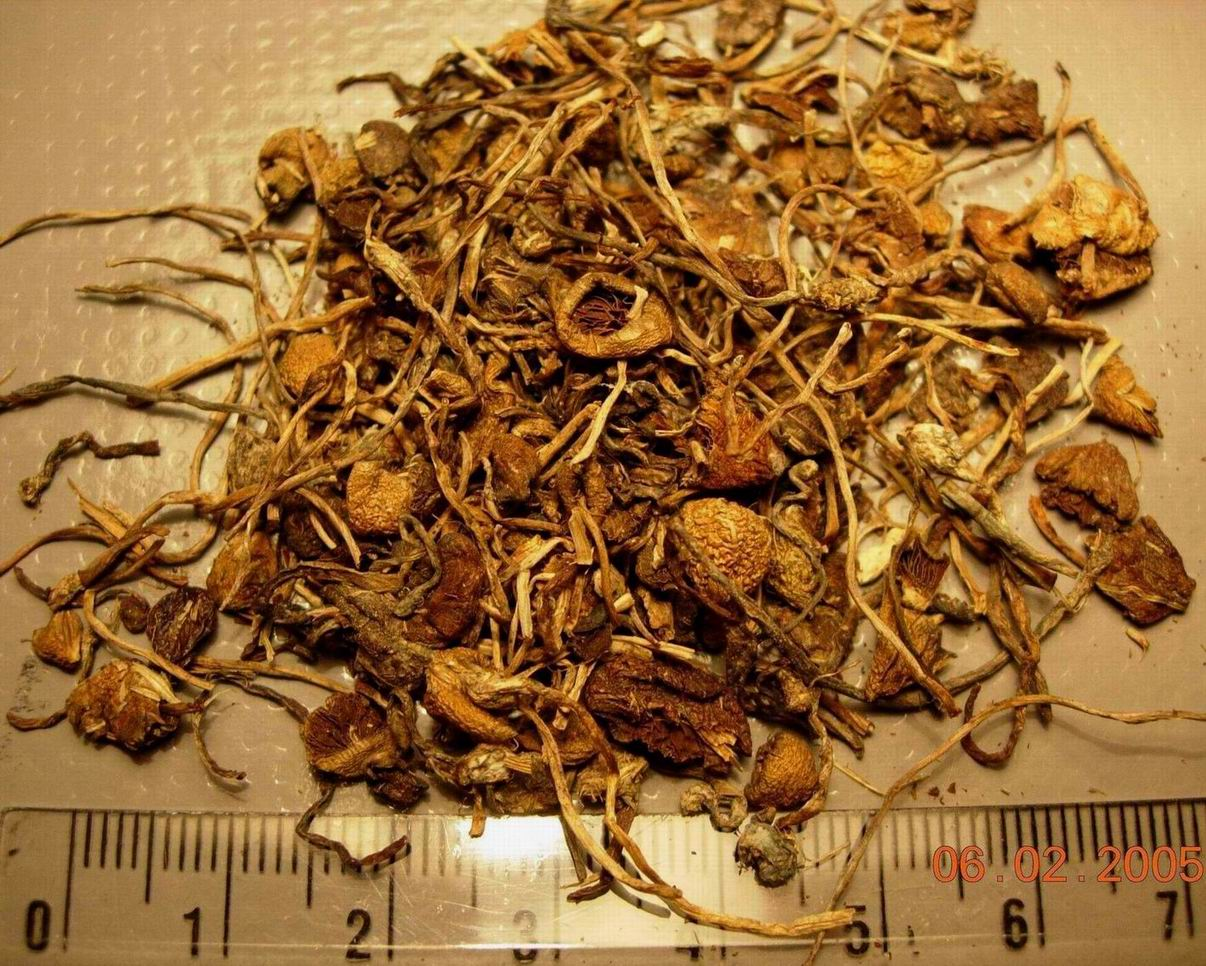
Getrocknete Fruchtkörper

Spätneolithische pilzähnliche Felsgravuren im norditalienischen Valcamonica werden vereinzelt, jedoch umstritten, als Beleg für einen entheogenen Gebrauch der Pilze interpretiert.
Der Schweizer Chemiker Albert Hofmann entdeckte bei der Untersuchung von zahlreichen mexikanischen Arten der Gattung Psilocybe den Wirkstoff Psilocybin. Diesem Wissenschaftler gelang auch die Strukturaufklärung und die Vollsynthese dieses halluzinogenen Naturstoffs. Obwohl er seine Entdeckung lediglich in einer kleinen wissenschaftlichen Zeitschrift veröffentlichte, verbreitete sich das Wissen um den einheimischen wirkstoffhaltigen Pilz sehr schnell.
In der Schweiz, in Österreich und Deutschland kommt das Sammeln und Essen mindestens seit 1974 insbesondere bei jüngeren Leuten vor (siehe: Venturini und Vannini, Halluzinogene). Eine rituelle Einnahme wurde 1981 erstmals von Linder „im Rahmen eines seit etwa sieben Jahren bestehenden Kults mit komplizierten Schwitzbadritualen, Gebeten, Pfeifenzeremonien (ohne psychoaktive Substanzen), Fastengeboten, Räucherungen, Opferhandlungen und Musik“ beschrieben.
Gegenwärtig ist der Anbau, Verkauf oder Besitz psilocybinhaltiger Pilze in den meisten Ländern der Welt verboten. Auch das Sammeln in der Natur ist in Deutschland ein Verstoß gegen das Betäubungsmittelgesetz.

### Volkstümliche Namen
Psilo, Psilocybinpilz, Zauberpilz, Magic Mushroom, Blue leg, Liberty cap, Kleines Zwergenmützchen, Narrenschwamm, Lanzenförmiger Düngerling, Pixie cap, Sandy sagerose, Witch cap, „narrische/damische/hasch Schwammerl“ (österr./bair. ugs.), Shroom, Spitzköpfe.